# Komarhorod
Komarhorod (ukránul: Комаргород) falu Ukrajna Vinnicjai területének Tomaspili járásában. Lakossága a 2011-es népszámlálás idején 2469 fő volt.

## Története
Komarhorod város Ukrajnában, a Yampolsky kerületben, az egykori Lengyel Királyságban, a Shashkevych nemesek területén. 

## Látnivalók
- Komarhorodskoho mezőgazdasági líceum épülete (egykori nemesi palota Chetvertinskih - Balashov) svájci faház stílusban – helyi jelentőségű építészeti műemlék.
- Komarhorodskyy Park

## Galéria

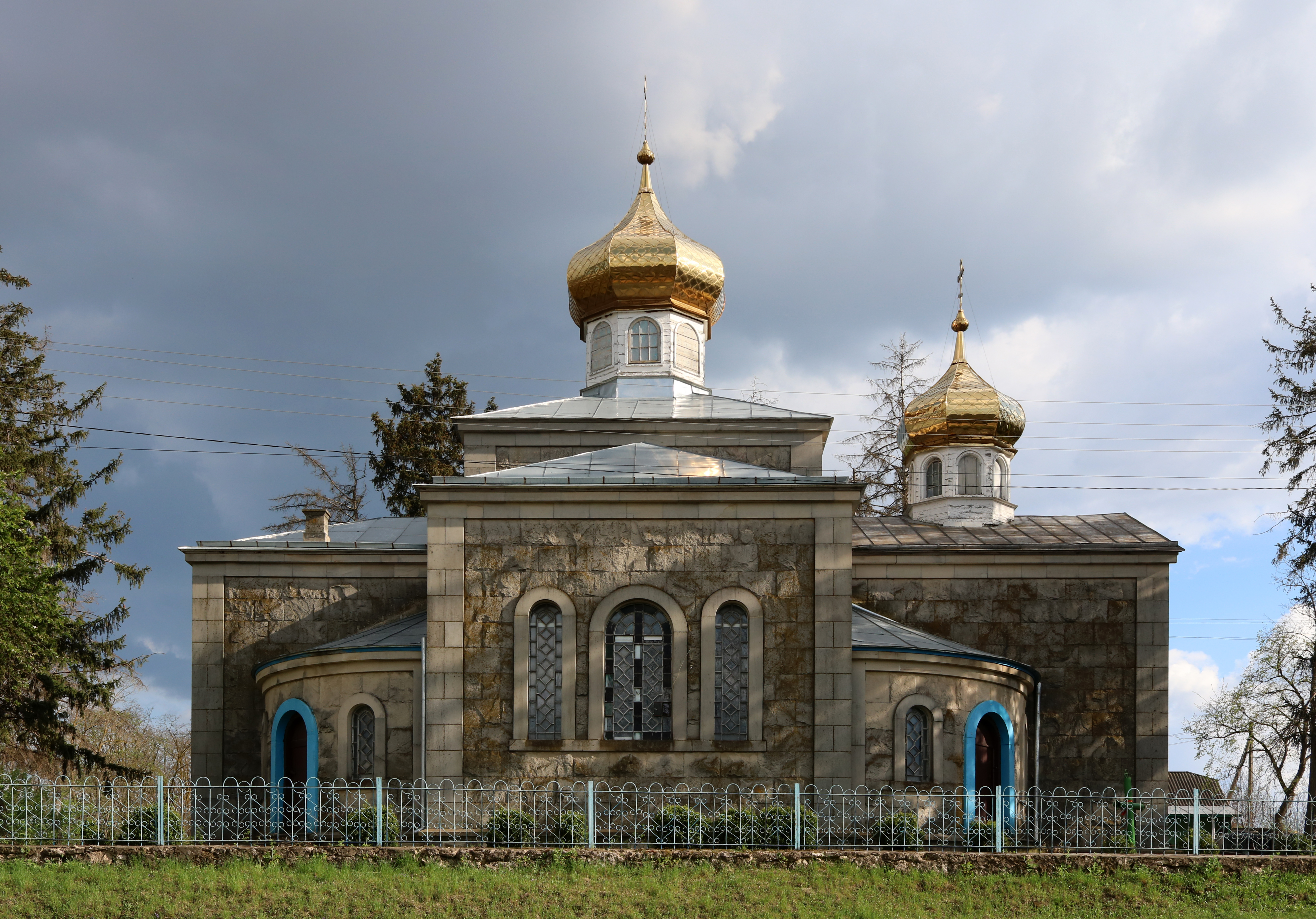
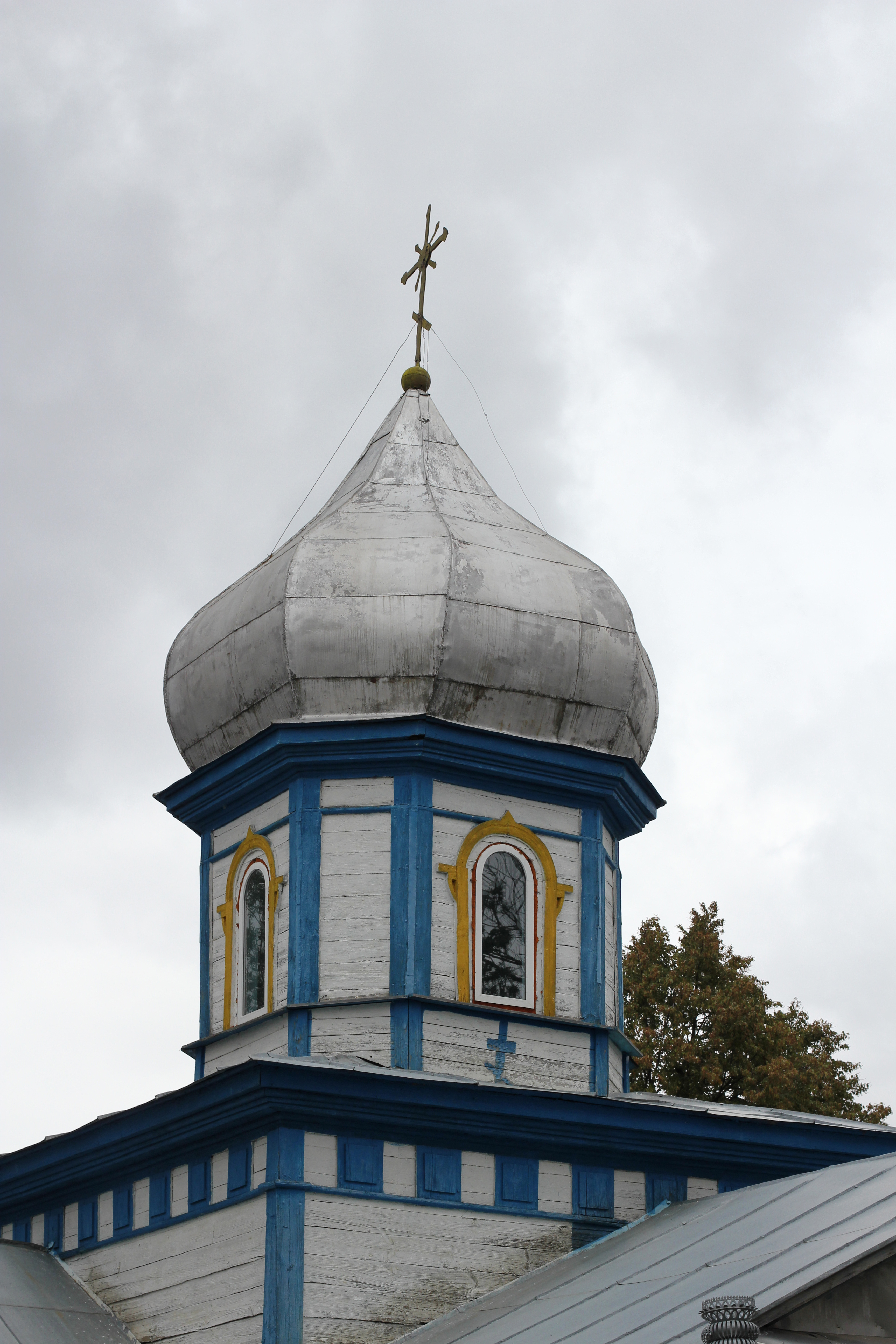
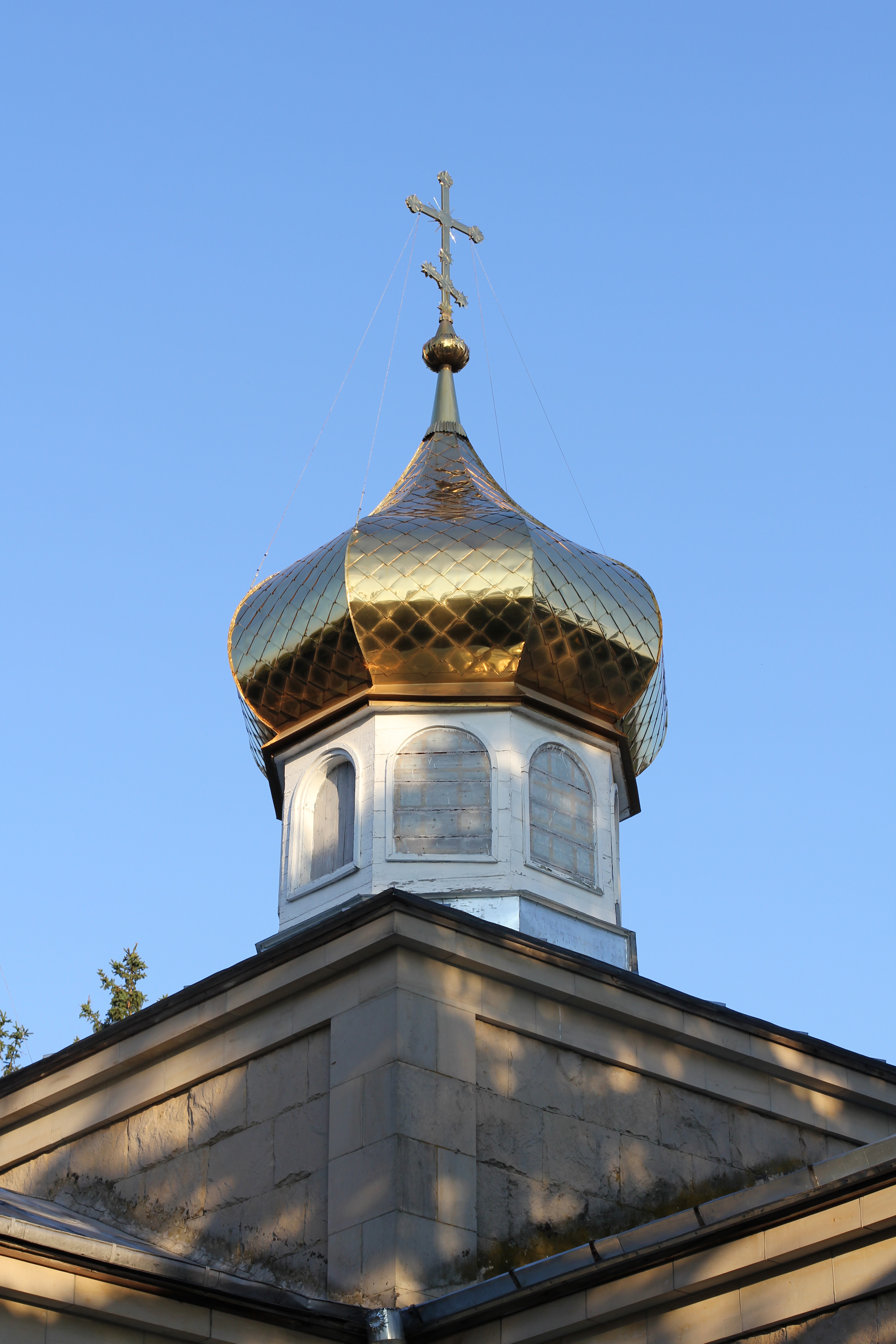
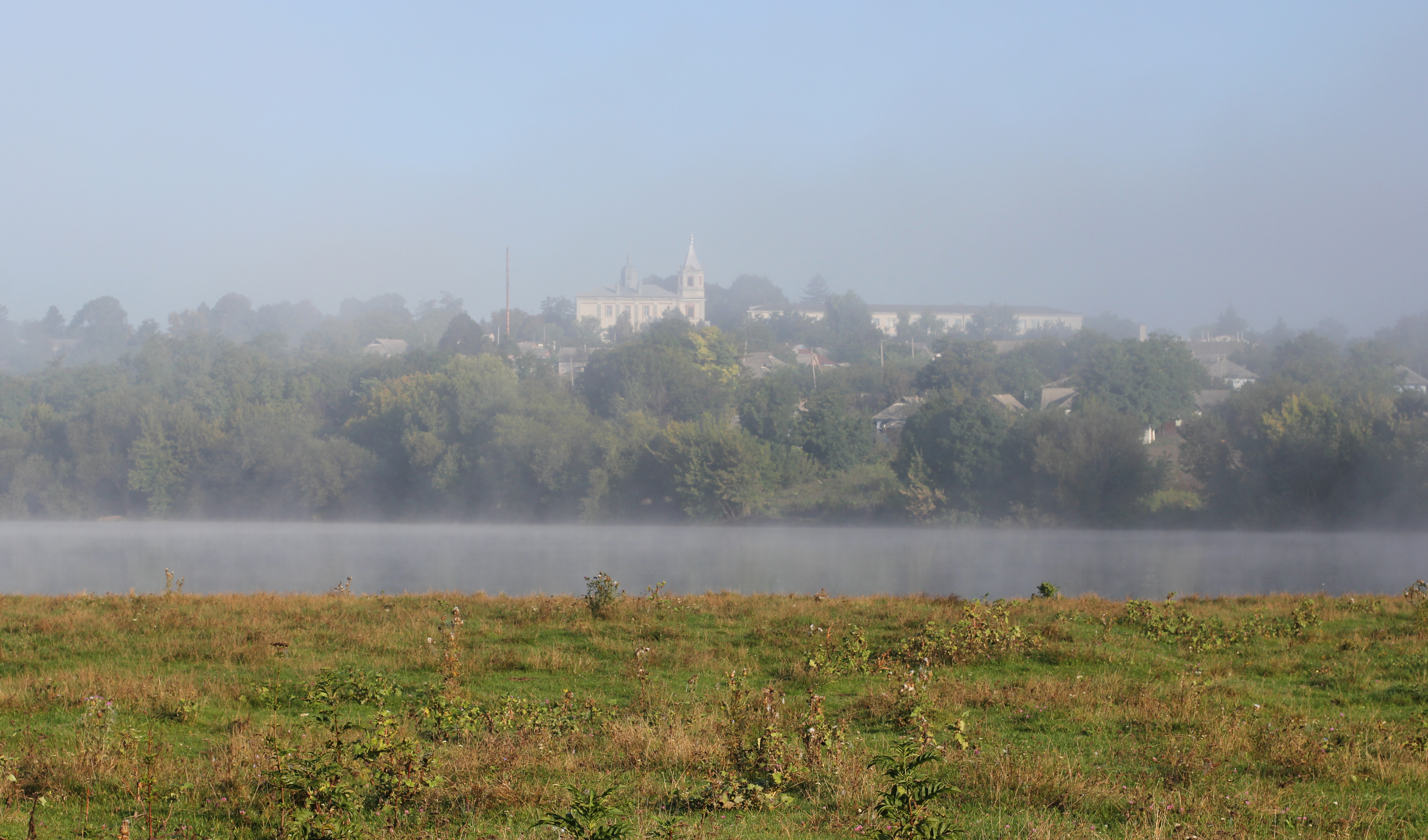
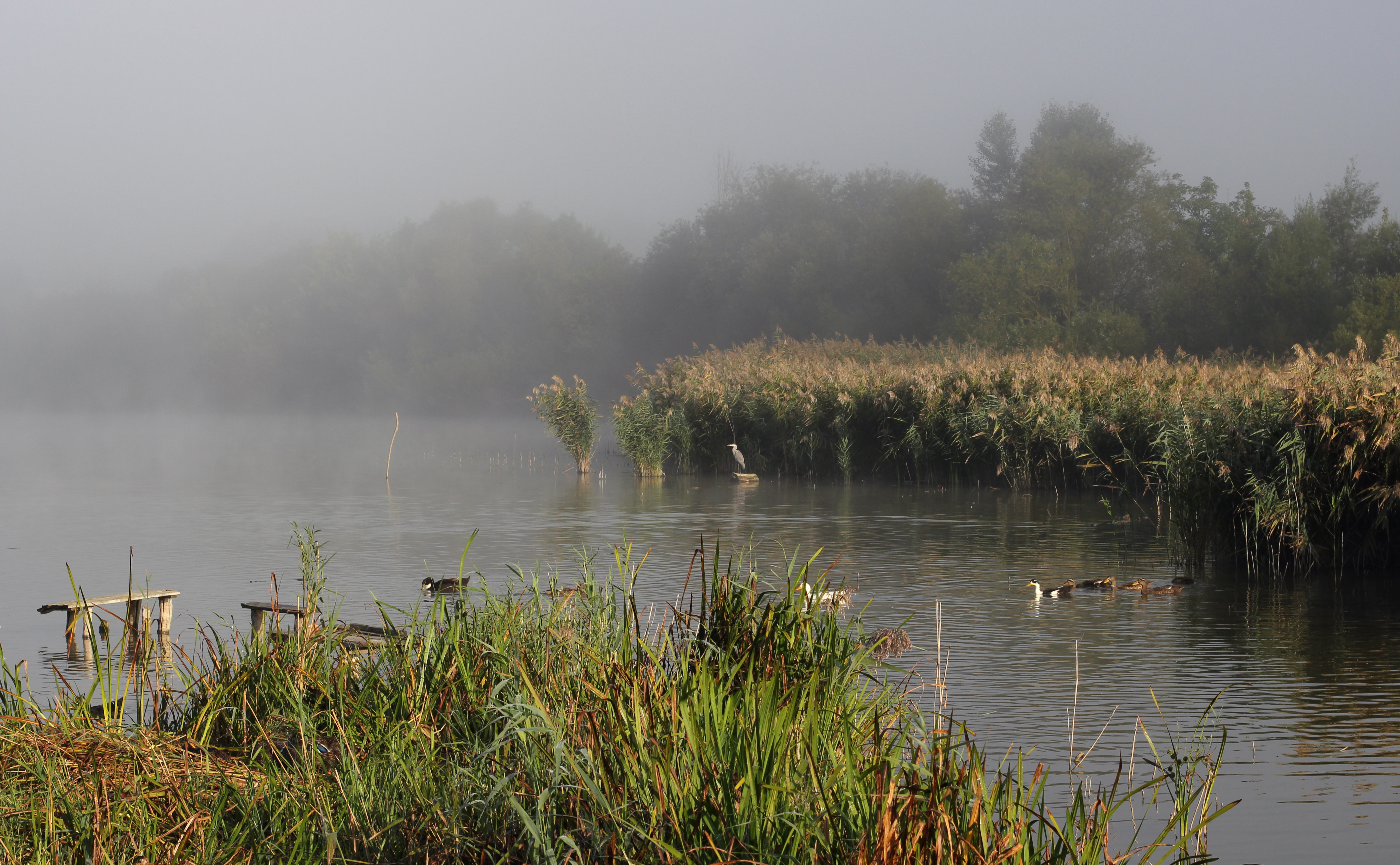
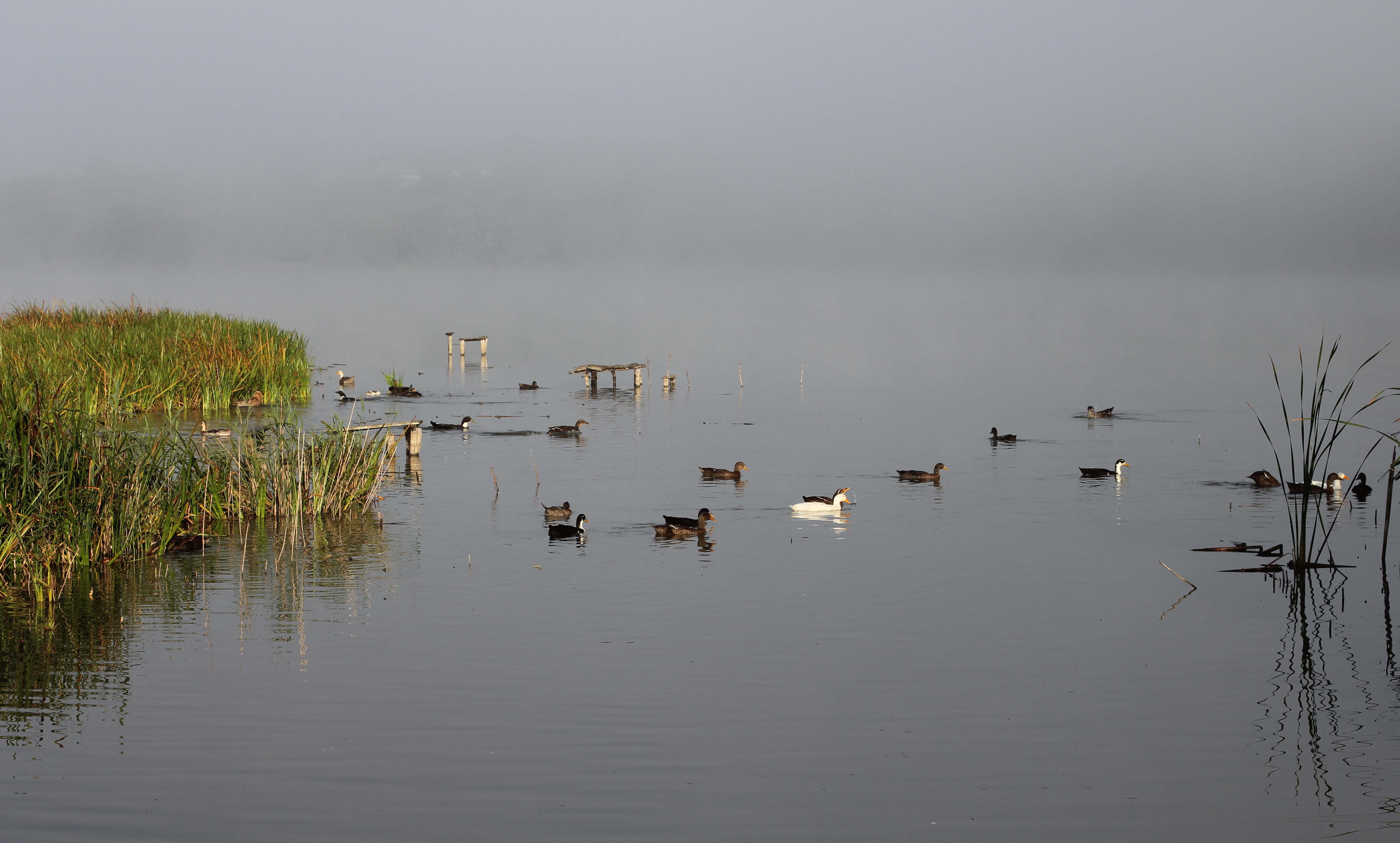